# Pfarrkirche Gutenstein (Niederösterreich)

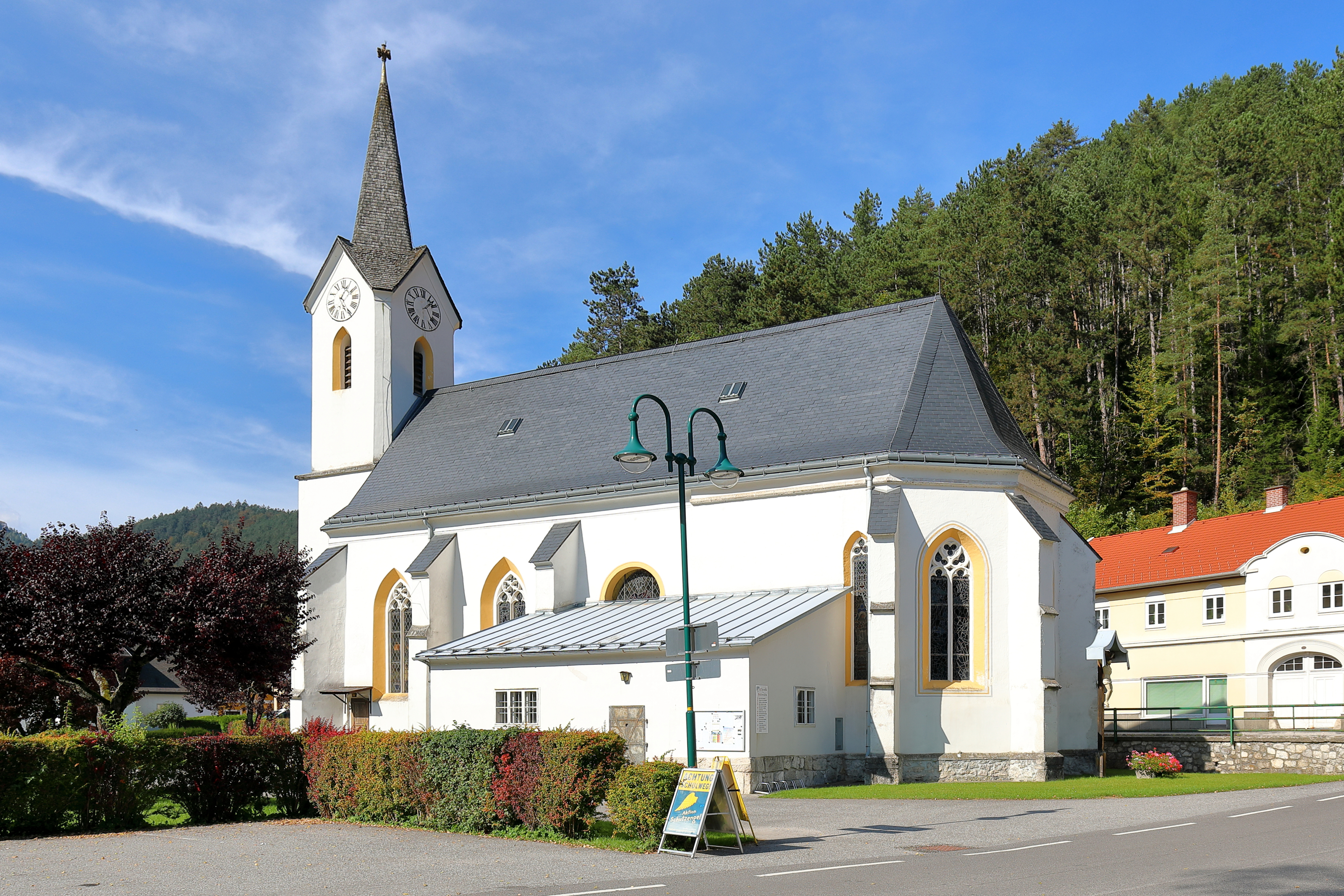
Pfarrkirche hl. Johannes der Täufer in Gutenstein

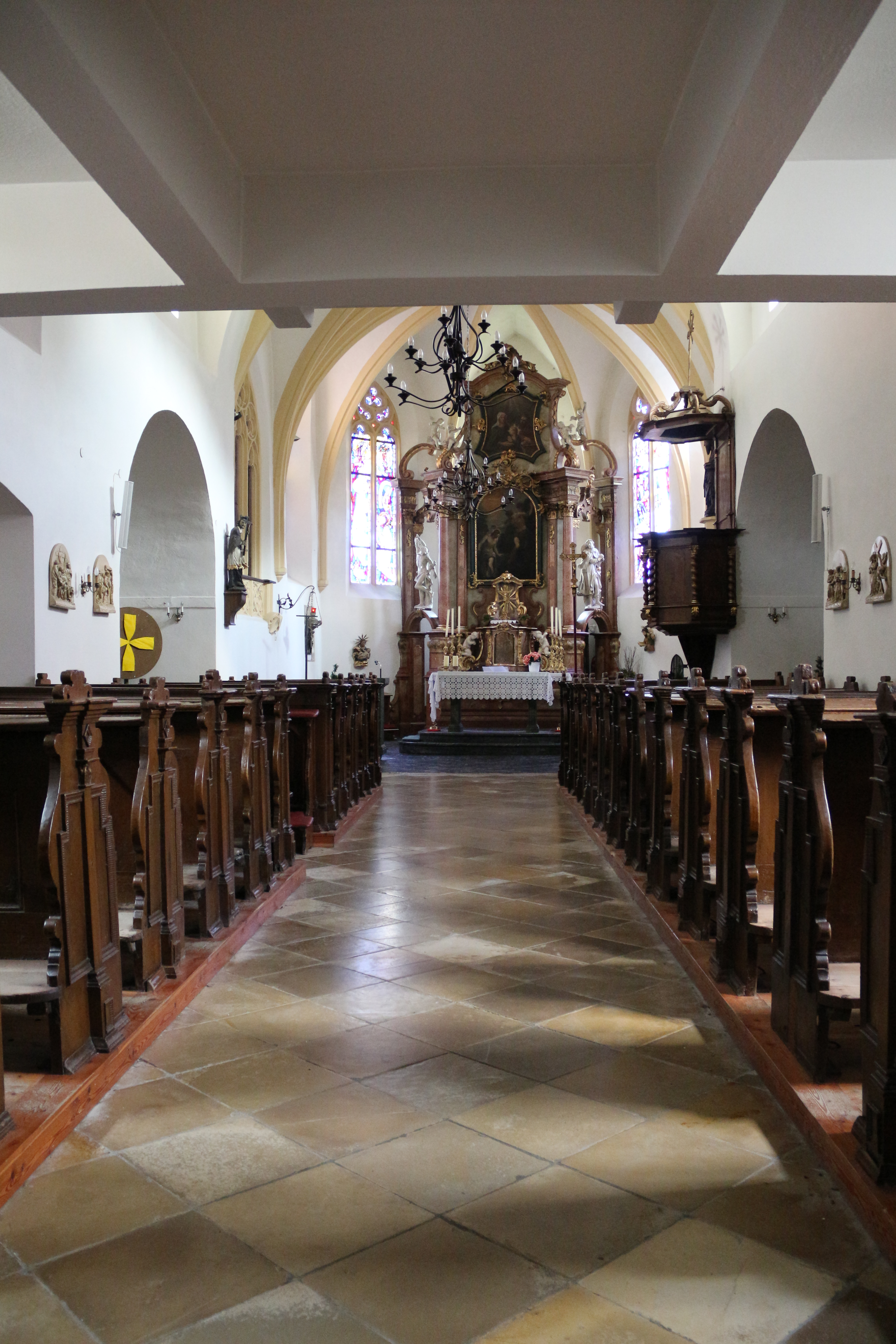
Innenansicht

Die römisch-katholische Pfarrkirche Gutenstein steht in der Ortschaft Gutenstein in der Gemeinde Gutenstein im Bezirk Wiener Neustadt-Land in Niederösterreich. Sie ist dem heiligen Johannes der Täufer geweiht und liegt im Dekanat Piesting im Vikariat Unter dem Wienerwald der Erzdiözese Wien. Das Bauwerk steht unter Denkmalschutz (Listeneintrag).

## Lagebeschreibung
Die Kirche steht in der Ortsmitte der Ortschaft Gutenstein an der Durchgangsstraße.

## Geschichte
Die Mauern des Langhauses sind im unteren Bereich romanisch. 1220 wurde erstmals eine Pfarre in Gutenstein urkundlich erwähnt. Der spätgotische Chor wurde 1487 erbaut. In den Jahren 1670 und 1679 wurde das Langhaus barock umgebaut. Im Zuge der Barockisierung wurde es erhöht und neu eingewölbt. Zusätzlich erfolgte der Einbau der seitlichen Kapellennischen. Der Umbau erfolgte durch Baumeister Peter Baron. Zwischen 1679 und 2000 war die Kirche dem Servitenkloster auf dem Mariahilfberg inkorporiert. In den Jahren 1857 und 1858 erfolgte ein Umbau im neugotischen Stil unter Ernst Karl von Hoyos-Sprinzenstein. Dabei wurden die Maßwerkfenster eingefügt, die nördliche Portalvorhallen an das Langhaus angebaut, das Herrschaftsoratorium am Chor geschaffen und der Westturm errichtet. Der Sakristeianbau erfolgte 1907.

## Architektur

### Kirchenäußeres
Die geostete Kirche ist eine barock umgebaute romanische Saalkirche mit spätgotischem Polygonalchor. Die Kirche weist einen leichten Achsknick nach Südosten auf. Der neugotische Westturm ist vorgestellt. Im Norden sind neugotische Anbauten, im Süden ist die Sakristei von 1907 angebaut. Das Langhaus und der Chor sind gleich breit und hoch. Sie liegen unter einem einheitlichen Satteldach, das über dem Chorschluss abgewalmt ist. Das Langhaus wird durch barocke Strebepfeiler gegliedert. Die Lünettenfenster sind barock, die zweibahnigen Maßwerkfenster neugotisch. An das Langhaus ist im Norden die ehemalige neugotische Portalvorhalle angebaut. diese wird heute als Kapelle genutzt und steht über einem polygonalen Grundriss. Am Schulterportal steht die Jahreszahl 1858. Auf der der Höhe des östlichsten Langhausjoches ist an der Nordseite zwischen den Strebepfeilern ein seichter barocker Kapellenanbau eingefügt. Dieser weist ein Pultdach auf. Das Pendant auf der Südseite wurde 1907 durch die Sakristei verbaut. Der spätgotische Chor hat einen polygonalen Schluss. Über dem östlichen Fenster ist die Jahreszahl 1487 zu lesen. Der Chor wird durch zweifach abgetreppte Strebepfeiler gegliedert. Die Maßwerkfenster sind ein- und zweibahnig. Teilweise weisen diese Fischblasenmaßwerk auf. Der geritzte und gemalte Rahmendekor ist spätgotisch.
Nördlich schließt der neugotische Oratoriumsanbau mit gleicher Traufhöhe wie der Chor an den Chor an. Der Anbau liegt unter einem Walmdach, die Fassade ist durch Strebepfeiler und Spitzbogenfenster gegliedert. Ostseitig liegt ein Schulterportal. Darüber befindet sich das Wappen der Familie Hoyos sowie die Jahreszahl 1857. Seitlich an Langhaus und Chor ist der Sakristeianbau auf der Südseite angebaut. Dieser liegt unter einem Pultdach. Die dreizonige Kirchturm ist der Kirche im Westen vorgestellt. Er wurde 1857 über einem quadratischen Grundriss errichtet. Das Schallgeschoß hat abgefasste Ecken, das Dach ist als schlanker Pyramidenhelm über Kreuzgiebeln ausgeführt. An der Westseite gibt es ein Spitzbogenportal mit neugotischem Türblatt. Die Vorhalle im Turmerdgeschoß ist kreuzrippengewölbt. Die Fenster des Turmes sind spitzbogig. Am Chor befindet sich ein klassizistischer Grabstein für Theresia Gasser aus dem Jahr 1832.

### Kircheninneres
Das im Kern romanische Langhaus der Kirche ist dreijochig und stichkappentonnengewölbt. Das Gewölbe ist aus den Jahren 1679 und 1680. Im östlichsten Joch sind beidseitig rundbogige barocke Kapellennischen. Die Westempore ist aus Holz gefertigt und stammt vom Ende des 19. Jahrhunderts. Die Brüstung der Empore weist geschnitzten Neorenaissance-Dekor auf. Auf der Nordseite der Empore ist im Fensterbereich eine Steinbrüstung mit durchbrochenem neugotischen Maßwerk aus der Zeit um 1857.
Der Chor ist einjochig und schließt im 5/8-Schluss. Darüber ist ein Sternrippengewölbe, das auf pyramidenförmigen Konsolen ruht. Die Schlusssteine sind rund. Das ovale, ehemalige Heiliggeistloch mit spätgotischer, ornamentaler Umrahmung wurde in späterer Zeit verschlossen und mit einem Monogramm des Servitenklosters bemalt. An der Nordwand des Chores befindet sich ein großes neugotisches Oratoriumsfenster von 1857, Es wurde in Form eines reich verzierten, dreibahnigen Maßwerkfensters mit Blendmaßwerkbrüstung ausgeführt. Die spitzbogigen Wandnischen sind schlicht ausgeführt: An der Nordseite befindet sich die Sakramentsnische, an der Südseite sind eine Lavabo- und Sessionnische.
Die Glasmalereien in der Kirche sind teilweise figural, teilweise szenisch. Sie wurden 1956 gemalt. Im Chor ist die Gründungslegende des Servitenordens dargestellt sowie das Fest Mariä Heimsuchung und die Leibliche Aufnahme Mariens in den Himmel. Im Langhaus sind die Wurzel Jesse, Adam und Eva und die Heilige Familie dargestellt, im Chor befindet sich ein neugotisches Fenster der heiligen Rosa von Lima. Dieses Fenster stammt, wie jene im Langhaus aus dem Jahr 1903. Über dem Westportal befindet sich ein Fenster mit dem Wappen der Familie Hoyos aus dem Jahr 1857. Im Oratorium ist Maria Immaculata dargestellt. Das Fenster wurde nach einem Entwurf von Josef Widmoser 1952 geschaffen. In der südlichen Portalvorhalle ist die Seele zwischen dem Engel und dem Teufel auf einem Fenster aus der Zeit um 1900 dargestellt.

## Ausstattung

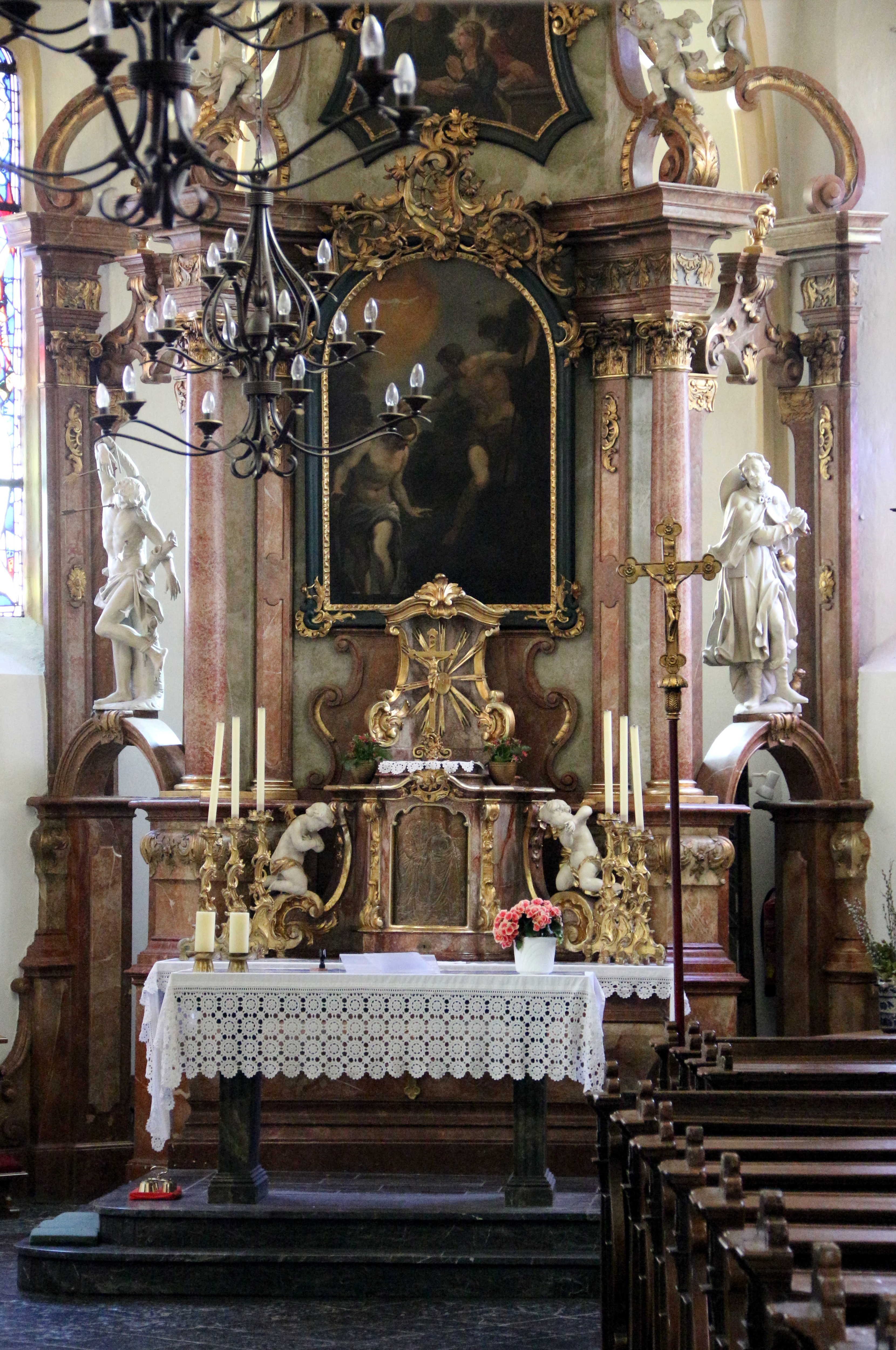
Hochaltar

Der Hochaltar ist ein baldarchinartiger Aufbau, der von Volutenbögen überfangen ist. er weist seitlich rückgeschrägte Opfergangsportale auf. Der Altar wurde urkundlich im Jahr 1755 geschaffen. Das Altarbild stellt die „Taufe Jesu“ dar. Das Bild ist eine Kopie eines Bildes von Domenico Tintoretto vom Ende des 17. Jahrhunderts. Das Bild wurde vom Vorgängeraltar übernommen. Das Oberbild zeigt die Heilige Familie. Es wurde 1895 gemalt. Seitlich über den Opfergangsportalen stehen Figuren der Heiligen Sebastian und Rochus.
In den Kapellennischen des Langhauses stehen die Seitenaltäre. Sie sind gleichartig ausgeführt und stammen aus der Zeit zwischen 1680 und 1700. Sie sind breitgebaute Doppelsäulenretabeln mit Rundbogennischen. Auf dem linken Seitenaltar steht mittig die bemerkenswerte Statue einer Mondsichelmadonna vom Ende des 15. Jahrhunderts. Sie wird flankiert von Figuren des heiligen Bischofs Eligius und des heiligen Florians. Diese beiden Statuen entstanden wohl Ende des 18. Jahrhunderts.
Die Statuen des rechten Seitenaltares sind einheitlich aus der Zeit zwischen 1680 und 1700. Die heilige Katharina wird von zwei weiblichen Heiligen flankiert, die eventuell die heilige Margareta und die heilige Barbara darstellen.
Die schlichte Hängekanzel stammt aus der zweiten Hälfte des 19. Jahrhunderts. In der Kirche stehen zahlreiche Statuen, so eine Statue des heiligen Johannes Nepomuk aus der Mitte des 18. Jahrhunderts, eine Halbfigur des heiligen Josefs mit Jesuskind vom Ende des 18. Jahrhunderts sowie eine Figur des heiligen Johannes der Täufer aus der Mitte des 15. Jahrhunderts. Im Oratorium steht außerdem eine Steinstatuette einer Madonnenfigur aus der Mitte des 19. Jahrhunderts auf einer Konsole. An der Orgelempore befinden sich Tafelbilder, die die Heiligen Matthäus, Johannes, Andreas, Petrus und Paulus darstellen. Sie wurden in der ersten Hälfte des 18. Jahrhunderts gemalt. Das barocke Taufbecken hat die Form einer Muschelschale.

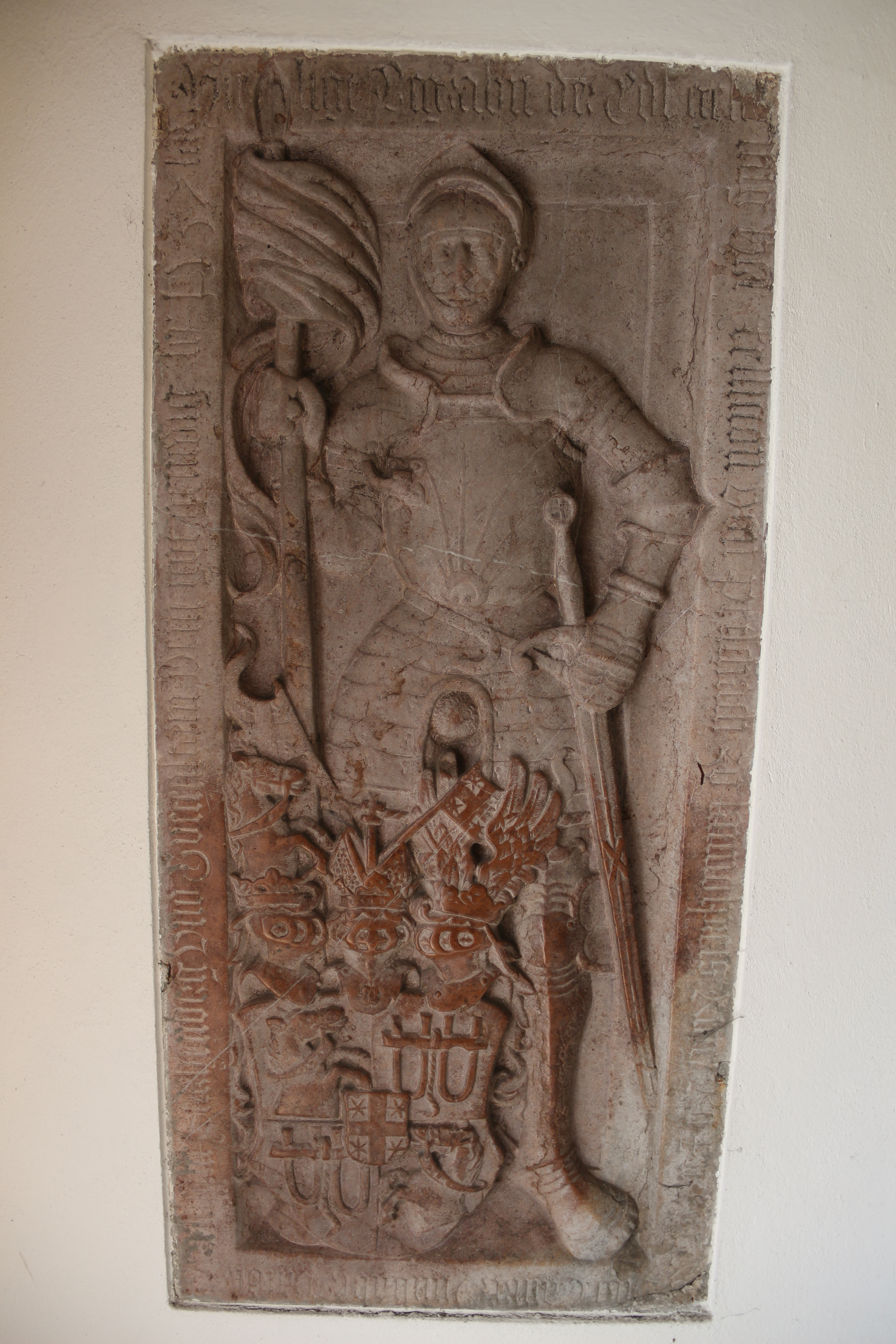
Grabplatte für Fellician von Petschach

In der Kirche befinden sich drei figurale Grabplatten mit Reliefs. In der Turmhalle befindet sich die Grabplatten für „Fellician von Petschach“ aus dem Jahr 1537 und dessen Gemahlin „Madlen geb. von der Dürr“ aus dem Jahr 1532. In der Nordkapelle ist „Ellena von der Dürr geb. von Raunach“ begraben. Sie starb 1529 und war die Mutter von Madlen geb. von der Dürr.

## Orgel
Die Orgel mit 10 Registern stammt von Eduard Kanitsch aus Wiener Neustadt aus dem Jahre 1889.